# Чергесханов, Джанбул Магомеднабиевич
Джанбул (Джамбул) Магомеднабиевич Чергесханов (род. 1986) — российский самбист, бронзовый призёр чемпионата России 2009 года по боевому самбо, мастер спорта России. Боец смешанных единоборств. В самбо выступает во 2-й полусредней весовой категории (до 74 кг). Тренировался под руководством К. Х. и Г. А. Булатовых. 25 февраля 2016 года провёл свой дебютный бой против Самата Емилбекова из Кыргызстана, в котором победил единогласным решением судей. Следующий бой, состоявшийся 28 мая того же года, против Джандара Темрезова, окончился вничью.

## Спортивные результаты

### Боевое самбо
- Чемпионат России по боевому самбо 2009 года — ;

### Смешанные боевые искусства
| Результат | Рекорд | Соперник             | Способ                  | Турнир                                                 | Дата                 | Раунд | Время | Место              | Примечание |
| --------- | ------ | -------------------- | ----------------------- | ------------------------------------------------------ | -------------------- | ----- | ----- | ------------------ | ---------- |
| Поражение | 3-1-1  | Эльбрус Тедеев       | Решением (единогласным) | ACA YE 44 - ACA Young Eagles 44                        | 19 января 2024 года  | 3     | 5:00  | Россия, Грозный    |            |
| Победа    | 3-0-1  | Нурислам Арсланбеков | Техническим нокаутом    | Game Company Entertainment GCE 1: Alibulatov vs. Bikov | 7 апреля 2021 года   | 1     | 1:17  | Россия, Махачкала  |            |
| Победа    | 2-0-1  | Казбек уулу Нургазы  | Сабмишном (рычаг локтя) | Colosseum MMA Battle of Champions 18                   | 24 января 2021 года  | 1     | 2:42  | Россия, Москва     |            |
| Ничья     | 1-0-1  | Джандар Темрезов     | Ничья                   | WPFL — Khasanov vs. Karim                              | 28 мая 2016 года     | 3     | 5:00  | Россия, Черкесск   |            |
| Победа    | 1-0    | Самат Емилбеков      | Единогласное решение    | WEF 4 — Kyrgyzstan vs. Dagestan                        | 25 февраля 2016 года | 3     | 5:00  | Кыргызстан, Бишкек |            |